# Plumeria bracteata
Janaúba (Plumeria bracteata) é um arbusto da família das apocináceas, nativo do Brasil, mais especificamente do estado da Bahia. Possuidor de folhas obovadas, oblongas e acuminadas, flores alvas em corimbos terminais e folículos corniculados com sementes aladas.

## Outros nomes
- Angélica-da-mata e banana-de-papagaio.